# ORAT (Luftfahrt)
ORAT ist die Abkürzung für Operational Readiness and Airport Transfer und bezeichnet die Generalprobe für einen neu erbauten Flughafen (dt.: Einsatzbereitschaft und Flughafentransfer).
Der aus dem Englischen stammende Begriff wurde insbesondere für die Vorbereitungsarbeiten des BER in den Medien verwendet. Bei diesem Test setzten die Bauleitung und der Flughafenbetreiber sehr viele Freiwillige (Komparsen) ein, die alle denkbaren Szenarien in Flughafengebäuden durchspielten, um (letzte) Schwachstellen entdecken und beseitigen zu können.